# Intra
Intra è una frazione del comune di Verbania nella provincia del Verbano-Cusio-Ossola. È una delle anime della città, assieme a Pallanza e Suna.
Comune autonomo fino al 1939, nel 1927 gli vennero aggregati i comuni di Arizzano Inferiore, Trobaso e Zoverallo, così come Unchio nel 1929. Infine con il regio decreto n. 702 del 4 aprile 1939 vennero uniti i due comuni di Intra e Pallanza sotto il nome di Verbania.
Intra oggi è un'importante località del lago Maggiore. È importante anche per i trasporti in virtù dell'imbarcadero passeggeri e trasporto auto per Laveno, e come snodo degli autobus locali e comunali. Grazie alla sua posizione privilegiata il settore turistico è molto sviluppato.

## Posizione geografica
È posta nella piana alluvionale dei torrenti San Bernardino e San Giovanni, a due chilometri da Pallanza.

## Etimologia
Il nome deriva da “intra (flumina)”, ovvero "tra (in mezzo a) fiumi": il San Giovanni e il torrente San Bernardino

## Storia prima del 1939
Abitata probabilmente dai Leponzi, poi dai Romani. Fu nell'alto Medioevo dei conti di Biandrate, che la cedettero nel 1220 al vescovo di Novara, al quale si debbono forse alcune opere di fortificazione, ormai scomparse, sulla riviera. Successi i Visconti, Intra ottenne nel 1393 i propri statuti. Subentrò poi la Signoria dei Borromeo che mantennero la loro influenza anche coi successivi governi della Spagna e dei Savoia. Lo sviluppo industriale si fonda su una plurisecolare tradizione di attivo artigianato. Verso la fine del XIX secolo una deviazione idraulica permise di portare sino agli stabilimenti l'energia elettrica.

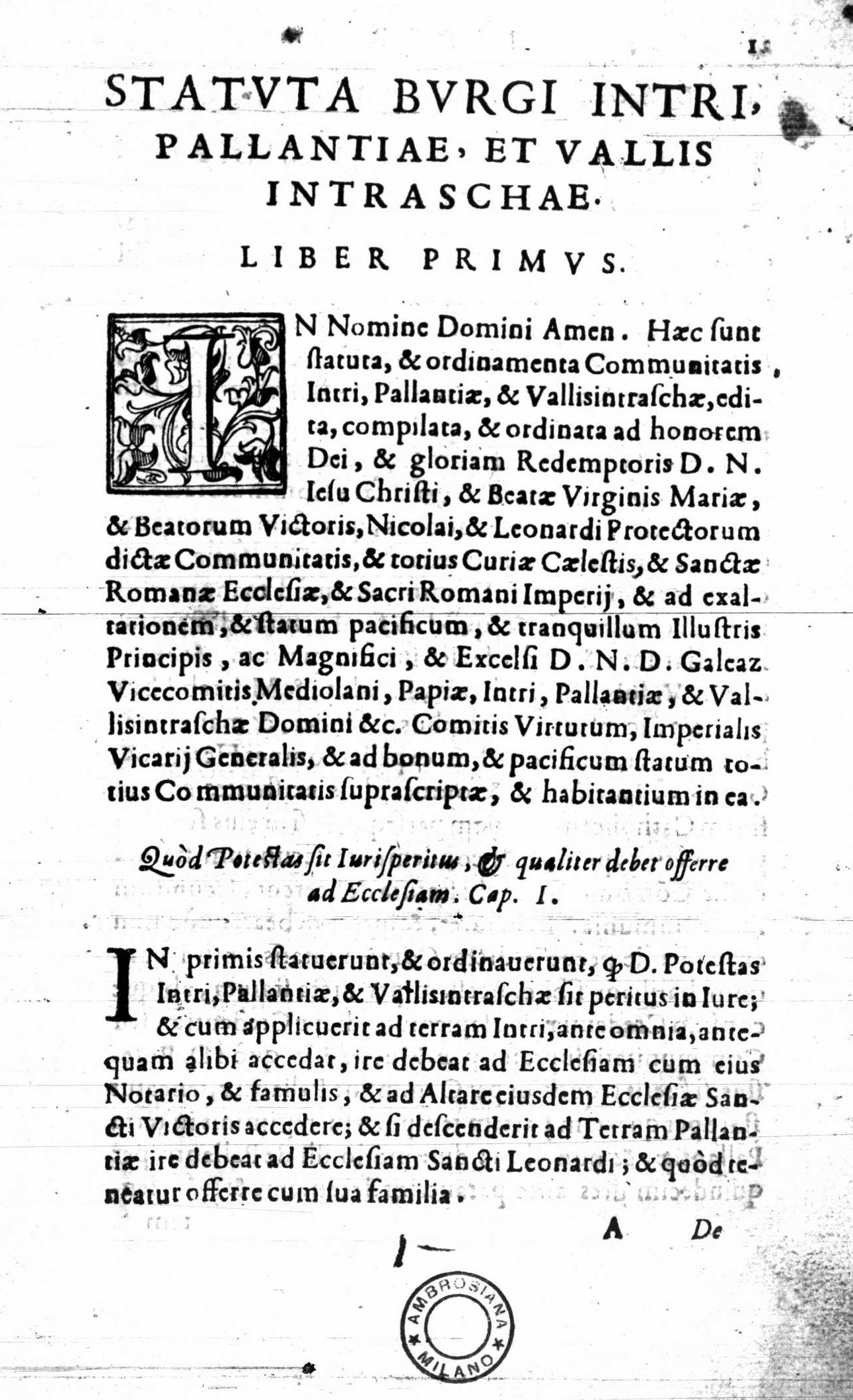
Gli statuti del borgo di Intra, Pallanza e Valle Intrasca (Statuta burgi Intri, Pallantae, et Vallis Intrascae, 1589

## Monumenti e luoghi d'interesse

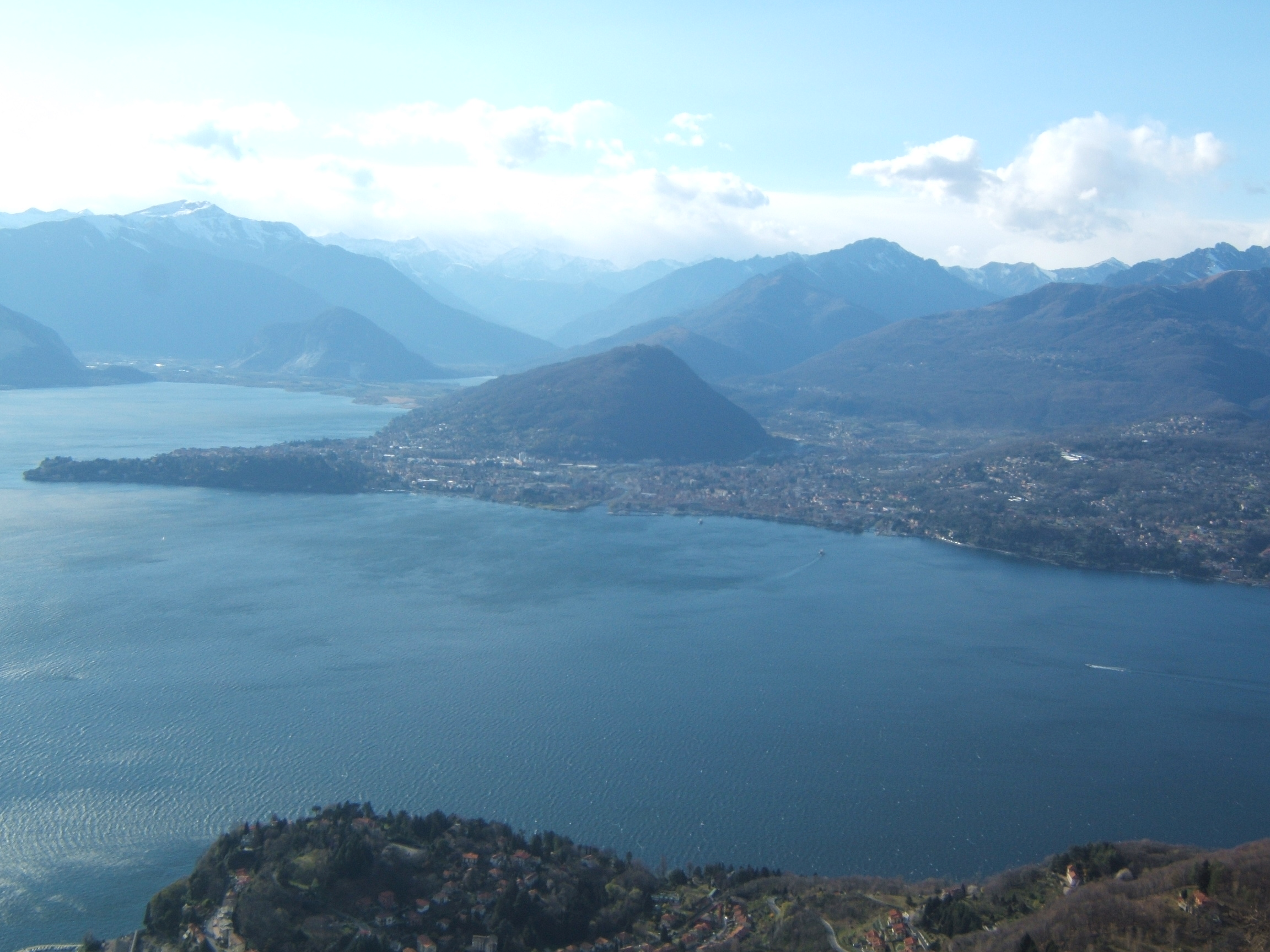
Veduta aerea

Centro storicoIl centro di Intra è un insieme di viottoli, piccole corti e vicoli che si snodano dal lungolago fino alla basilica di San Vittore.
LungolagoÈ una zona pedonale con castagni, oleandri, magnolie e conifere che parte dal ponte sul fiume San Giovanni fino all'imbarcadero nuovo. Vi sono presenti il monumento ai Caduti di Gaetano Orsolini, il busto allo scrittore e politico Felice Cavallotti, il monumento ai marinai caduti e il busto al pittore intrese Daniele Ranzoni tutti e tre del Troubetzkoy.
Basilica di San VittoreDi origine antichissima, forse dei primi secoli dell'era cristiana, rimaneggiata in età romanica e barocca, la chiesa cominciò a prendere l'odierno aspetto dal 1708, con il successivo intervento dell'abate Zanoia, e conclusione in pieno nell'800 (cupola e campanile). Bartolomeo Franzosini vi è stato a lungo tempo Maestro di Cappella tra il XVIII e il XIX secolo. Nel febbraio del 1947 papa Pio XII l'ha elevata alla dignità di basilica minore.
Vecchio ImbarcaderoIl vecchio imbarcadero di Intra, in ferro battuto, un incrocio tra liberty e neoclassico, si affaccia su piazza Ranzoni (ex piazza Mazzini), la principale del centro, che include anche il monumento a Francesco Simonetta, opera di Giulio Bergonzoli. Chiuso e sostituito dal nuovo imbarcadero della località verbanese, dove attraccano i traghetti per Laveno sulla sponda lombarda, e i battelli del trasporto pubblico del Lago Maggiore, ospita un ristorante con vista lago dalla fine degli anni '90.
Chiesa di San Giuseppenel XII secolo è documentata sul luogo una chiesa di Santa Maria in Agro, andata poi in rovina. Venne ricostruita, con dedica a san Giuseppe, nel Cinquecento, assumendo le forme attuali nel Settecento

## Infrastrutture e trasporti
Storicamente legata, per le proprie comunicazioni, alla navigazione sul Lago Maggiore, fra il 1910 e il 1946 la città ospitò anche una stazione della tranvia Intra-Omegna e il capolinea della ferrovia Intra-Premeno.